# ولاية بدية
ولاية بدية هي اٍحدى ولايات المنطقة الشرقية بسلطنة عمان يجاورها من الشمال ولاية القابل، ومن الجهة الشرقية تجاورها ولاية الكامل والوافي ووادي بني خالد. تاريخ بدية يعود إلى القرن الثامن الهجري حينما استوطنها الحجريون وقد ذادوا عنها الغزاة كمطلق المطيري الوهابي الذي قتل 1813 م وقبره معروف في بلدة الواصل وأبنه سعد بن مطلق الذي هاجمهم يوم العيد العاشر من ذي الحجة عام 1835 م.

## شعار الولاية
النخلة في السلطنة لها شأن كبير في نفوس العمانيين فحافظوا على هذه الشجرة المباركة أباً عن جد وذلك بما تجود على الإنسان من فضائل عديدة وتتعدد في الولايات العمانية مختلف أنواع وأصناف النخيل، وفي الحقول الخضراء تلوح نخلة المبسلي شعار ولاية بدية بشموخها وسعفها وبسرها الأصفر في فصل القيظ الذي يطبخ في أفران تقليدية بعد أن يكتمل اصفراره فتبدأ مواقد التبسيل في العمل.

## عدد السكان
يبلغ عدد سكان ولاية بدية 20 ألفا و946 نسمة حيث يبلغ عدد العمانيين 16 ألفا و973 نسمة بينما يبلغ عدد الوافدين 3 آلاف و973 نسمة حسب إحصاءات تعداد 2010.

## معالمها
تعلو بين ربوع بدية مطاولة أشجارها الوارفة في محبة وتآلف العديد من القلاع والحصون ومن أبرز المعالم الأثرية:
- حصن الواصل  : وهو أول حصن تم بنائه في ولاية بدية ويعد الأكبر مساحة وجمالا حيث يحتوي على أربعة قلاع منيعة وسوق داخلي ويعد من ابرز معالم قرية الواصل وولاية بدية, وحاليا يتم ترميمة من قيل وزارة التراث القومي بسلطنة عمان .
- حصن المنترب: الذي تلوح أطلاله للزائر من بعيد ونظرا لأهمية هذا الحصن الشامخ بين ربوع بدية أعيد ترميمه في مطلع التسعينات ويقف اليوم وقفة الشوامخ المعمارية التي تفتخر بها الولاية.
- حصون في الحوية والغبي والشارق ولكل حصن سيرته التاريخية تتناقلها الألسن، وتوثقها بعض مصادر التاريخ العماني حسب الحوادث التي دارت فيها.
- كما توجد العديد من المعالم الأخرى ومنها البيوت الأثرية والأبراج والمساجد القديمة.

## رياضة الهجن والخيول
وللهجن والخيول العربية الأصيلة أكثر من قصة عاشها وعشقها الإنسان العماني منذ أمد بعيد فعلى ظهورها نشأ الفرسان، يسابقون الريح والأحلام والطموحات، من أجل ذلك تقام سباقات تظهر فروسية وشجاعة الشباب، وتحيي أمجاداً تليدة عاشها الإنسان مع الهجن والخيل ومثل هذه السباقات تقام في المناسبات والأعياد، يختلط فيهاء رغاء الإبل وصهيل الخيل، وبأغاني الفرح الشعبية.

## السياحة
بدية تتعدد بها المعالم السياحية ما بين رمال وجبال وأفلاج وعيون وأودية يعشق زائرها كل قرية من قراها.
وفي ولاية بدية الكثير من الأفلاج التي تروي ضواحيها من بينها أفلاج المنترب والغبي والجاحس والشارق وهاتوه ودبيك والقاع والراكة وشاحك والحوية والظاهر وفلج الحيلي كلها تحمل أسماء وعناوين مدنها، وهناك عيون تنضح بمياه عذبة وتنتشر في قرية الظاهر منها عين يايا، وعين حبسين وعين أبو سحيلة وأبو غافة وأبو صريمة وعين التمر، وبقطرة الماء تكونت قرى خضراء تلوح للعين وكأنها لوحات تشكيلية لوحات رسمتها السواعد الفتية لأبناء بدية قبل عقود من السنين.
والزائر إلى بدية من الوهلة الأولى يشعر بالأناقة في الشوارع والمنازل والحدائق، يخامرك الإحساس بأنك بدأت تعرف الفن وتتذوقه في بدية وتحس في بلدة الواصل تلك الصورة الجميلة وفي المنترب وفي الحوية والراكة هذه الواحة الصحراوية الجميلة التي تمتاز بطبيعة ساحرة وتشكل الراكة بوابة الرمال وملتقى القوافل قديما وحديثا وملتقى الرحلات السياحية المتجهة نحو رمال الشرقية وفي كل قرى ولاية بدية يبقى الإحساس ذاته يرافقك، وأنت ترى الشوارع حتى الترابية لها نظرة خاصة من سائح لأنها تجاور كثبانا رملية وتدهش الناظر إليها، والبيوت قد وضع فنان تشكيلي بصمته عليها من التصميم والألوان والتنظيم، إحساس بالأناقة في الشكل يرفعك إلى أناقة السلوك، تاريخ عريق يتحدث عن نفسه في كل ربوع وساقية وفلج ونخلة، شواهد عملاقة تحكي قصة ابن بدية وأمجاده التاريخية.. والرحلة في رمال بدية ذات نكهة خاصة حيث صنعت الطبيعة لنفسها عالما لم يعكره صخب المدينة ولا ضجيجها ولم يتلوث فابن بدية يشهد له أنه استطاع أن يحاور هذه الصحاري وأن يحترم لها خصوصيتها.. فكان حواراً جميلاً بين بدية المدينة والصحراء.. الليل في كثبان بدية لحظات للتأمل.. نسمات (الكوس) تضفي على المكان روحانية خاصة.. سكون الليل يهمس في آذان نجمات السماء المكان يغلفه هدوء سرمدي لا تقطعه إلا زقزقات العصافير التي تتنقل بين أشجار الغاف والسمر.. قد يصادفك الحظ وتشهد عناق المطر بكثبان رمال بدية.. منظر الأودية وهي تنساب فوق الرمال الذهبية، لوحة بدية تختلط فيها ألوان الطيف فتبدو للناظر لوحة بديعة صاغتها يد القدرة الإلهية، تتوزع قرى ولاية بدية كحبات لؤلؤ صاغتها يد فنان بارع، وضمتها إلى عقد ذهبي لتواكب سياحة جميلة برمال صفراء بديعة على روابي بدية. (منقول)